# Нівалдо Родрігес Феррейра
Нівалдо Родрігес Феррейра (порт.-браз. Nivaldo Rodrigues Ferreira 22 червня 1988, Іаті, штат Пернамбуку, Бразилія), більш відомий як Нівалдо — бразильський футболіст, нападник англійського нижчолігового клубу «Редкліфф».

## Кар'єра
Нівалдо починав грати в футбольних школах в Сан-Пауло, також в 2003 і 2004 був учнем футбольної школи «Сан-Бернардо-ду-Кампо». У 2005 і 2006 грав за клуб «Лондрина», де один з місцевих тренерів помітив його і перевів в юнацьку команду «Корінтіанса». Потім виступав за бразильські клуби «Жувентус», «Серра», «Вілавельєнсе», «Кеймаденсе», «Бараунас» і «Алекрім».
У 2011 році перейшов в казахстанський «Атирау». Дебют відбувся в матчі 7 туру проти «Шахтаря» (Караганда) (0:2). Нівалдо зіграв за сезон 2012 року п'ять ігор. 1 липня 2012 року клуб розірвав контракт з футболістом.
У серпні 2012 року був на перегляді в російському клубі «Уфа», де зіграв за дубль на Кубку Башкортостану. Отримав травму і пропустив рік.
В 2013 році виступав за петропавлівську «Чайку», зіграв 7 матчів. У липні 2013 року підписав контракт з ФК «Сибір». Дебютував у матчі 11 туру проти «Уфи» (3:0). По ходу сезону у новосибірського колективу були фінансові труднощі і по закінченню сезону 2013/14 з Нівалдо було розірвано контракт за обопільною згодою сторін.
1 червня 2014 року Нівалдо став гравцем «Луча-Енергії». Дебют відбувся в матчі 3 туру ФНЛ проти «Сокола». Дебютний гол забив у матчі другого кола 19 туру проти того ж «Сокола».
25 серпня 2016 року підписав контракт з «Єнісеєм». Дебютував в матчі 10 туру проти «Тамбова». Покинув клуб вже взимку через малу кількість ігрової практики.
У лютому 2017 року підписав контракт на один рік з білоруським клубом «Гомелем». Дебют відбувся в 1 турі проти борисівського БАТЕ. 1 липня 2017 року було оголошено про дострокове розірвання контракту.
1 липня 2017 року перейшов в «Динамо-Брест». Дебютував в матчі 16 туру проти «Мінська» і забив гол вже на 11 хвилині. «Динамо-Брест» за підсумками сезону фінішувало на 4 місці і потрапило до 2 кваліфікаційного раунду Ліги Європи.
З лютого по червень 2018 року грав на правах оренди за «Локомотив» (Ташкент) на позиції нападника.
У січні 2019 року знову підписав контракт з клубом «Гомель».
За 2020 рік встиг зіграти 6 матчів у чемпіонаті Мальти за «Гуджа Юнайтед», повернутися у Білорусь, підписавши контракт спочатку з «Білшиною», а пізніше з «Іслоччю». За останню команду вийшов на поле лише тричі, після чого повернувся до України, де був заявлений на Меморіал Чанових у складі «Вишневого».
Після цього грав за аматорський клуб Київської області «Джуніорс» (Шпитьки).
В тому ж році повернувся до друголігової «Чайки», у складі якої виступав вісім років тому назад. Дебютував за клуб 25 липня у матчі першого туру Другої ліги проти «Буковини».

## Особисте життя
Одружений на українській тенісистці Анні Караваєвій, є син Олександр і дочка Софія.

## Досягнення
«Динамо» Берестя
- Кубок Білорусі (1): 2017

«Локомотив» Ташкент
- Чемпіон Узбекистану (1): 2018